# Иващенков, Анатолий Павлович
Анатолий Павлович Иващенков (1842—1906) — русский государственный деятель, сенатор (1895), член Государственного совета (1899); действительный тайный советник (1899).

## Биография
Родился в 1842 году.
Окончил юридический факультет Императорского Санкт-Петербургского университета (1862, Иващенко?). С 1863 года служил в Государственном контроле: исполняющий должность ревизора Одесской (1865) и Киевской (1866), старшего ревизора Одесской (1867) контрольных палат. В период 1870—1872 годов был управляющим Гродненской контрольной палатой.
Женился 6 февраля 1876 года на Вере Ивановне Зубакиной (1851—1901); 25 марта 1879 года у них родился сын Анатолий.
Затем работал в центральном аппарате Государственного контроля: генерал-контролер Департамента военной и морской отчетности (1881), департамента гражданской отчетности (1883), член совета Государственного контроля (1886), управляющий железнодорожным отделом.
В 1892 году был товарищем министра путей сообщения (1892), затем — товарищ министра финансов (1892—1897).
… когда я был назначен министром путей сообщения, то я взял Иващенкова к себе, руководствуясь той репутацией, которую он имел; он был известен, как человек порядочный. Зная, что в министерстве путей сообщения делается очень много злоупотреблений в области водяных сообщений и шоссе, я сделал А. П. Иващенкова своим товарищем. Когда я был назначен на пост министра финансов, то я взял Иващенкова к себе и как товарища министра финансов. (С. Ю. Витте. Воспоминания.)
С 1 января 1895 года — сенатор (1895), с 1899 года — член Государственного совета. Одновременно, в 1897—1901 годах был товарищем государственного контролёра.
Скончался 7 (20) января 1906 года. Похоронен вместе с женой на Смоленском православном кладбище.

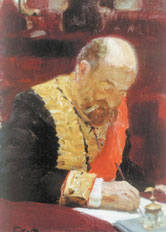
А. П. Иващенко
на эскизе И. Е. Репина

## Награды
- орден Св. Владимира 3-й ст. (1878)
- орден Св. Станислава 1-й ст. (1883)
- орден Св. Анны 1-й ст. (1885)
- орден Св. Владимира 2-й ст. (1891)
- орден Белого орла (1894)
- орден Св. Александра Невского (14.05.1896; бриллиантовые знаки к ордену — 14.05.1901)

- румынский орден Короны 2-й ст. со звездой (1882)